# Frostius
Frostius – rodzaj płazów bezogonowych z rodziny ropuchowatych (Bufonidae).

## Zasięg występowania
Rodzaj obejmuje gatunki występujące endemicznie w stanach Pernambuco i Alagoas w Brazylii.

## Systematyka

### Etymologia
Frostius: Darrel Richmond Frost (ur. 1951), amerykański herpetolog.

### Podział systematyczny
Do rodzaju należą następujące gatunki:
- Frostius erythrophthalmus Pimenta & Caramaschi, 2007
- Frostius pernambucensis (Bokermann, 1962)

## Status
Zagrożenie dla gatunków tego rodzaju stwarza niszczenie środowiska.